# حرب التحالف السادس
اندلعت حرب التحالف السادس (بالفرنسية: Guerre de la Sixième Coalition)‏(مارس 1813-مايو 1814)، أو كما تُعرف في ألمانيا باسم حرب التحرير (بالألمانية: Befreiungskriege)‏، بين تحالف مكون من النمسا وبروسيا وروسيا والمملكة المتحدة والبرتغال والسويد وإسبانيا وعدد من الولايات الألمانية والتي تمكنت أخيرًا من هزيمة فرنسا، ووضعت نابليون في المنفى في جزيرة إلبا. بعد الغزو الفرنسي الكارثي لروسيا في 1812 انضمت القوى القارية إلى روسيا والمملكة المتحدة والبرتغال والثوار في إسبانيا الذين كانوا في حرب ضد فرنسا بالفعل.
شهدت حرب التحالف السادس معارك كبرى في لوتسن وباوتزن ودريسدن. كانت معركة لايبزيغ (والتي تُعرف أيضا باسم معركة الأمم) أكبر معركة في تاريخ أوروبا حتى وقوع الحرب العالمية الأولى. في النهاية أدت نكسات نابليون في روسيا وألمانيا إلى سقوطه. أعاد الحلفاء تنظيم قواتهم، وتمكنوا من دفع نابليون خارج ألمانيا في 1813 ثم غزوا فرنسا في 1814. هزم الحلفاء ما تبقى من الجيش الفرنسي واحتلوا باريس وأجبروا نابليون على التخلي عن العرش والنفي. أحيا الحلفاء الملكية الفرنسية ذات الحكم المطلق إذ سلموا الحكم إلى ولي عرش آل بوربون فيما يعرف باسم استعادة بوربون.
لم تضع الحرب حدًا للحروب النابليونية، إذ هرب نابليون من المنفى وعاد إلى حكم فرنسا مرة أخرى ليُشعل حرب التحالف السابع في 1815 والتي لم تدم سوى مائة يوم.

## خلفية: غزو روسيا
قام نابليون في عام 1812 بغزو روسيا ليجبر الإمبراطور ألكسندر الأول على الاستمرار في الحصار القاري. عبر الجيش الكبير والمكون من 650,000 رجل (كان نصفه تقريبا فرنسيين والباقون من حلفاء فرنسا) نهر نيمان في 23 يونيو 1812. أعلنت روسيا حربا وطنية، بينما أعلن نابليون «الحرب البولندية الثانية». إلا أنه وفي مواجهة توقعات البولنديين الذين أمدوا حملته بحوالي 100,000 جندي، تجنب نابليون أي اعتداء على بولندا. تراجعت القوات الروسية للخلف مدمرة أي شيء تتركه خلفها قد يستفيد منه الغزاة، حتى تقابل الجيشان في معركة بورودينو حيث تقاتلا في معركة مدمرة. على الرغم من أن فرنسا انتصرت نصرا تكتيكيا، إلا أن المعركة لم تكن حاسمة. بعد المعركة انسحب الروس ليفتحوا الطريق إلى موسكو. بحلول يوم 14 سبتمبر، احتل الفرنسيون موسكو إلا أنهم وجدوها خالية تقريبا. على الرغم من خسارة الإمبراطور ألكسندر الأول طبقا للمعايير الأوروبية الغربية، إلا أنه رفض الاستسلام وترك موسكو مدينة خالية دون طعام أو مأوى حيث أحرق معظم المدينة وكان الشتاء على الأبواب. في هذه الظروف وبدون وجود خطة محددة للانتصار، أُجبر نابليون على الانسحاب من موسكو.
من هنا بدأ الانسحاب العظيم حيث وقع الجيش المتراجع تحت ظروف قاسية وضغط كبير بسبب نقص الطعام والفرار والطقس الشتوي القاسي، كل هذا بالإضافة إلى هجوم الجيش الروسي بقيادة رئيس الأركان ميكائيا كوتوزوف والميليشيات الأخرى. خسر الجيش العظيم حوالي 370,000 جندي كنتيجة للقتال وظروف الطقس المتجمدة، وتم أسر 200,000. بحلول نوفمبر، لم يعبر نهر بيريزينا سوى 27,000 جندي قادر على القتال. ترك نابليون جيشه يعود إلى باريس وبدأ التخطيط للدفاع عن بولندا ضد الجيش الروسي المتقدم. لم تكن الأوضاع بهذا السوء حيث أن الروس أيضا قد فقدوا حوالي 400,000 رجل وقد استُنزف الجيش بصورة كبيرة. إلا أن الروس امتلكوا ميزة قرب خطوط الإمدادات، وسرعة تزويد الجيش بالمعدات خاصة لأن نابليون خسر جيش الفرسان والعربات خسارة لا يمكن تعويضها.

## تكوين التحالف السادس

### محاولة روسيا وبريطانيا والسويد تكوين تحالف
في 9 يناير 1812، احتلت القوات الفرنسية السويد لإنهاء التجارة غير القانونية مع المملكة المتحدة والتي تعتبر خرقا للحصار القاري. تمت مصادرة العقارات السويدية وتم أسر الجنود والضباط السويديين. في المقابل، أعلنت السويد الحياد ووقعت معاهدة سانت بطرسبيرغ السرية مع روسيا ضد فرنسا والدنمارك-النرويج في 5 أبريل. في 18 أبريل أنهت معاهدة أوريبرو رسميا الحروب بين بريطانيا والسويد وبين بريطانيا وروسيا، ليتكون تحالف بين روسيا وبريطانيا والسويد. إلا أنه عندما زحف نابليون على موسكوـ لم تقدم بريطانيا أو السويد أي مساعدات عسكرية إلى روسيا. من هنا تواجد التحالف على الورق فقط.

### انسحاب بروسيا

خريطة أوروبا في 1813 أثناء حرب التحالف السادس. تظهر دول التحالف باللون الأحمر

كان مؤتمر توراج هدنة وُقعت في 30 ديسمبر 1812 في مدينة توراج بليتوانيا بين الفريق لودفغ يورك فون فارتنبيرغ بالنيابة عن القوات البروسية (التي أُجبرت على زيادة عدد الجيش الفرنسي أثناء غزو روسيا) والجنرال هانز كارل فون ديبتش قائد الجيش الروسي. طبقا لمعاهدة تلست، كان على بروسيا دعم غزو نابليون لروسيا. أدى مؤتمر توراج إلى مغادرة بعض البروسيين من الجيش لتجنب الخدمة في الجيش الفرنسي، مثل كارل فون كلاوسفيتز الذي انضم إلى الجيش الروسي. عندما تراجعت القوات البروسية أمام قوات ديبتش الروسية، وجد يورك نفسه معزولا. كجندي كان واجبه أن يستمر، إلا أنه وكبروسي وطني وجد نفسه في موقف صعب. كان عليه الحكم ما إذا كان الوقت مناسبا لبدء حرب التحرير. وعلى الرغم من حماسة موظفيه الشباب، إلا أن يورك لم يستسلم للأوهام وتفاوض مع كلاوسفيتز. وضعت هدنة معاهدة توراج (الموقعة بين ديبتش ويورك) القوات البروسية في حالة حياد دون موافقة ملك بروسيا. تم استقبال الخبر بحماسة كبيرة في بروسيا، إلا أن المحكمة البروسية لم تقبل الوضع وأصدرت أمرا بفصل يورك عن منصبه وتقديمه للمحاكمة العسكرية. لم يوافق ديبتش على مرور حامل الرسالة من خطوطه، وتم العفو عن الجنرال أخيرا عندما وضعت معاهدة كاليش (28 فبراير 1813) بروسيا بشكل قاطع إلى جانب الحلفاء.

### إعلان الحرب
في 3 مارس 1813، بعد قبول المملكة المتحدة بادعاءت السويد عن أحقيتها في النرويج، دخلت السويد تحالفا مع المملكة المتحدة وأعلنت الحرب على فرنسا. في 17 مارس، أعلن فريدرش الثالث ملك بروسيا دعوة لحمل السلاح "An Mein Volk" وأعلن الحرب على فرنسا أيضا. حدث أول صراع عسكري في 5 أبريل في معركة موكيرن حيث هزمت القوات البروسية-الروسية القوات الفرنسية.
في يونيو، دخلت المملكة المتحدة التحالف. في البداية، ظلت النمسا موالية لفرنسا وحاول وزير الخارجية النمساوي ميتيرنش تحقيق السلام بين فرنسا وأعدائها القاريين. إلا أنه ومع ظهور أن نابليون لا ينوي التسوية، انضمت النمسا إلى التحالف وأعلنت الحرب على فرنسا في أغسطس 1813.

## الحرب في ألمانيا

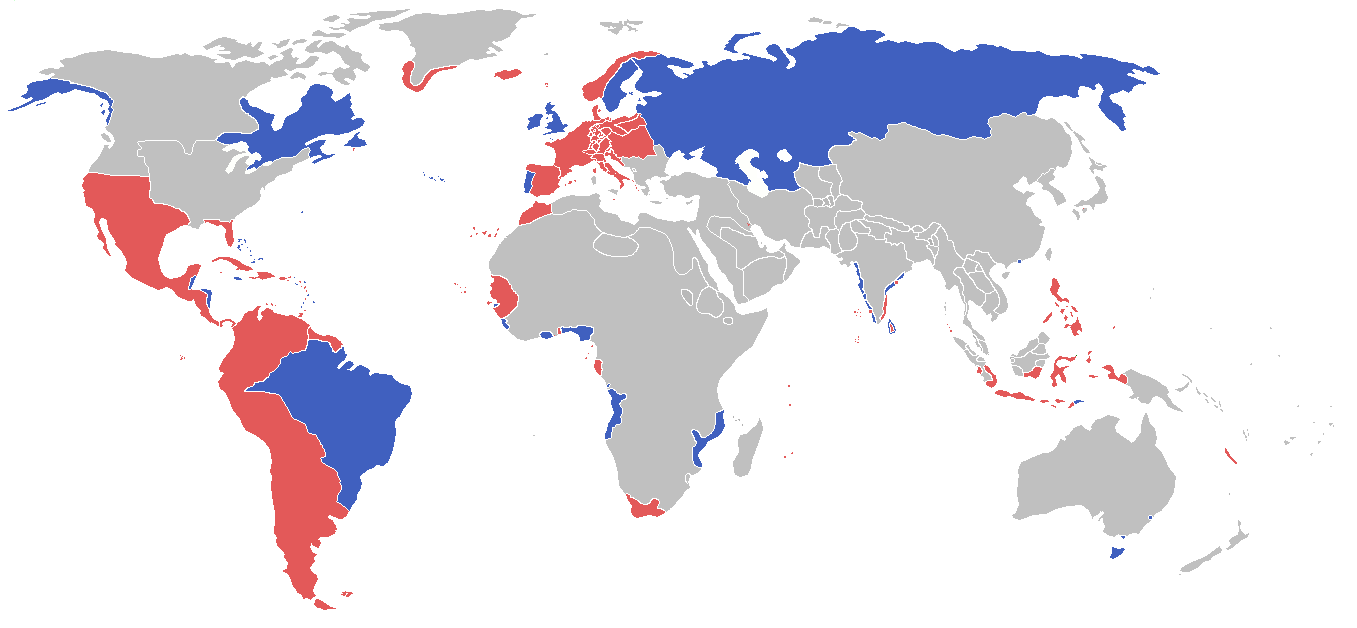
كل المشاركين في حرب التحالف السادس. أزرق: التحالف ومستعمراته وحلفاؤه. أحمر: الإمبراطورية الفرنسية الأولى ومستعمراتها وحلفاؤها في 1813

تعهد نابليون أنه سيكون جيشا جديدا بضخامة الجيش الذي غزا به روسيا، وبدأ في بناء قواته بسرعة في الشرق من 30,000 إلى 130,000 وفي النهاية وصل إلى 400.000. ألحق نابليون خسائر في جيوش الحلفاء في لوتزن تقدر بحوالي 40,000 ما بين قتيل وجريح (قرب لايبزغ في 2 مايو)، وباوتزن (20-21 مايو 1813) إلا أنه خسر تقريبا نفس العدد من الرجال أثناء الهجمات. شارك في المعركتين قوات أكثر من 250,000 جندي مما يجعلهما من أكبر المعارك في الحروب النابليونية حتى هذه اللحظة.
أعلن المتحاربون هدنة من 4 يونيو 1813 والتي استمرت حتى 13 أغسطس. في هذه الفترة حاول الطرفان الانتعاش من خسارة كل منهما حوالي ربع مليون منذ أبريل. في هذه الفترة نجحت مفاوضات الحلفاء في جلب النمسا في عداء واضح مع فرنسا (مثل بروسيا، انتقلت النمسا من التحالف مع فرنسا في 1812 إلى الحياد في 1813). احتشد جيشان من النمسا في بوهيميا وشمال إيطاليا ليضيفوا 300,000 إلى جيوش الحلفاء. في المجمل امتلك الحلفاء حوالي 800,000 جندي في المقدمة في مسرح الأحداث في ألمانيا وحوالي 350,000 قوات احتياط.
نجح نابليون في جلب قوة إمبراطورية إلى المنطقة وصلت إلى 650,000 (على الرغم من أنه لم يكن تحت قيادته المباشرة سوى 250,000، و120,000 تحت قيادة نيكولاس تشارلز و30,000 تحت قيادة دافو). أمد اتحاد الراين نابليون بباقي القوات حيث ساهمت بافاريا وساكسونيا بالعدد الأكبر. بالإضافة إلى ذلك، قامت مملكة نابولي ويوجين دو بوارنيه ملك مملكة إيطاليا بتجميع جيش من 100,000 شخص. في إسبانيا كان هناك جيش فرنسي مكون من 150,000 إلى 200,000 والذي كان يُهزم باستمرار أمام القوات الإسبانية والبريطانية التي بلغت حوالي 150,000 شخص. لذا في المجمل، كان هناك حوالي 900,000 جندي فرنسي على كافة الجبهات يواجهون حوالي مليون من قوات الحلفاء (بالإضافة إلى قوات الاحتياط في ألمانيا).
مع نهاية الهدنة، بدا أن نابليون استعاد زمام المبادرة في معركة دريسدن (26-27 أغسطس 1813) حيث هزم جيشا للحلفاء يفوقه عددا وأصابهم بخسائر جسيمة بينما لم يتكبد سوى خسائر قليلة نسبيا. إلا أن وفي نفس الوقت تقريبا هُزم هجوم نيكولاس أودينو على برلين وأُجبر على التراجع، كما تكبد الفرنسيون خسائر جسيمة متعددة شمالا في جروسبيرن وكاتزباخ ودينفيتس. لم يستطع نابليون نفسه أن يستغل انتصاره بسبب عدم وجود سلاح الفرسان، ولم يستطع تجنب تدمير جيش كامل في معركة كولم (29-30 أغسطس 1813) مما أضعف جيشه أكثر. انسحب نابليون مع جيش من حوالي 175,000 واتجه نحو لايبزغ في ساكسونيا حيث اعتقد أنه بإمكانه القتال في معركة دفاعية ضد جيوش الحلفاء التي تحيط به. هناك وفي المعركة التي يطلق عليها معركة الأمم (16-19 أكتوبر 1813) وجد الجيش الفرنسي حتى بعد إمداده بحوالي 191,000 يواجه ثلاثة جيوش للحلفاء والذين أحاطوا به ووصل عددهم لحوالي 430,000. أدت المعارك في الأيام التالية إلى هزيمة نابليون الذي استطاع بطريقة ما التخطيط لانسحاب منظم نسبيا نحو الغرب. إلا أنه وأثناء عبور القوات الفرنسية لنهر إلستر الأبيض، انفجر الجسر قبل عبورهم وأسر الحلفاء حوالي 30,000 من القوات الفرنسية.

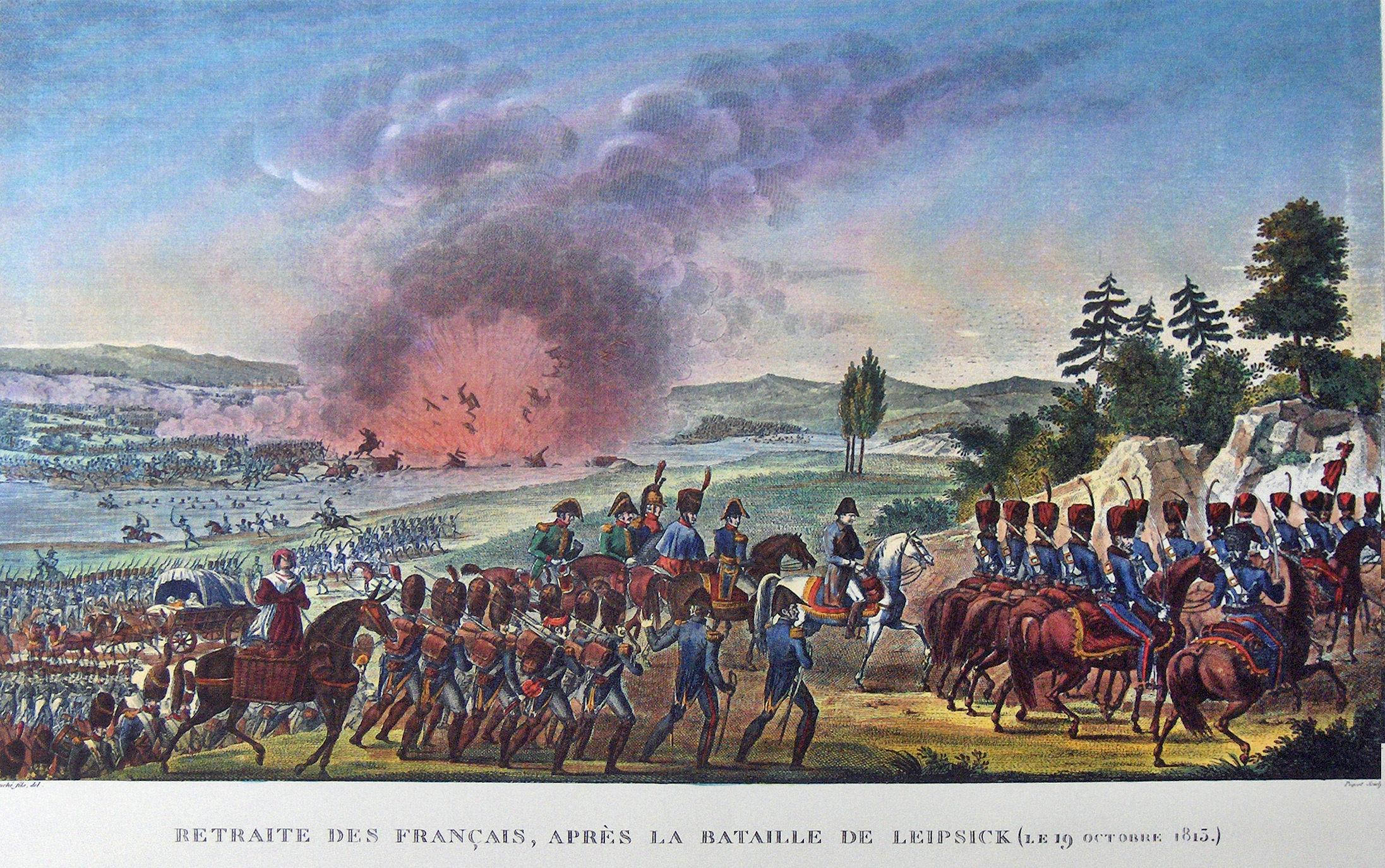
انسحاب نابليون مع قواته من معركة لايبزغ في 19 أكتوبر 1813 ويظهر في الخلف انفجار الجسر

هزم نابليون جيشا لحلفائه السابقين بافاريا في معركة هانو (30-31 أكتوبر 1813) قبل أن ينسحب بما تبقى من جيشه إلى فرنسا. في هذه الأثناء استمرت قوات دافو في حصار هامبورغ حيث أصبحت آخر القوات الإمبراطورية شرق نهر الراين.
عرض الحلفاء شروط السلام في مقترحات فرانكفورت في نومفبر 1813. يعرض المقترح استمرار نابليون كإمبراطور لفرنسا، إلا أن فرنسا ستكون أصغر حيث تصل إلى «حدودها الطبيعية» أي أن فرنسا تحكم بلجيكا وسافوي والبلاد غرب مصب نهر الراين، ولكن تفقد كل الباقي بما في ذلك بولندا وإسبانيا وهولندا ومعظم إيطاليا وألمانيا. أخبر ميترنش نابليون أن هذه الشروط هي أفضل ما قد يقدمه الحلفاء، حيث أنه بعد هذه الانتصارات ستصبح الشروط أكثر قسوة. أراد ميترنش إبقاء فرنسا كقوة متوازنة ضد تهديدات روسيا، بالإضافة إلى إنهاء سلسلة الحروب المنهكة.
نابليون ولتوقعه الانتصار في الحرب، تأخر كثيرا في الرد وخسر الفرصة حيث بحلول ديسمبر سحب الحلفاء العرض. عند عودة نابليون إلى الصورة في 1814، حاول نابليون فتح مفاوضات السلام من جديد على أساس قبول مقترحات فرانكفورت. قدم الحلفاء الآن شروطا جديدة أكثر قسوة والتي تتضمن انسحاب فرنسا إلى حدود 1791 مما يعني خسارة بلجيكا. رفض نابليون رفضا قاطعا.

## الحرب في الدنمارك
في ديسمبر 1813، هاجم الجيش السويدي القوات الدنماركية في هولشتاين. هزم الجنرال أنديرس شولدبراند الدنماركيين في بورنهوفد في 7 ديسمبر 1813. بعد ثلاثة أيام حقتت قوات الاحتياط الدنماركية نصرا هاما في سيشتيد. إلا أن الانتصار الدنماركي لم يستطع تغيير مجري الحرب.
في 14 يناير 1814، تم توقيع معاهدة كيل بين السويد والدنمارك-النرويج. بموجب شروط هذه المعاهدة يتم التنازل عن النرويج إلى ملك السويد. إلا أن النرويجيون رفضوا ذلك وأعلنوا الاستقلال وقدموا دستورهم الخاص في 17 مايو. في 27 يوليو غزت القوات السويدية النرويج. بعد حرب قصيرة تم توقيع هدنة في 14 أغسطس.
وافقت النرويج على الدخول في اتحاد ذاتي مع السويد كدولة مستقلة لها دستورها الخاص ومؤسساتها الخاصة فيما عدا الملك المشترك والخدمة العسكرية الخارجية. تم إعلان الاتحاد بين السويد والنرويج في 4 نوفمبر 1814 عندما تم أقر برلمان النرويج التعديلات الدستورية الضرورية وتم انتخاب كارل الثالث عشر ملك السويد ملكا للنرويج.

## حرب الاستقلال الإسبانية
في حين كشفت الأحداث في الشرق عن أسرارها، كانت حرب الاستقلال الإسبانية غصة في حلق نابليون حيث قيدت مئات الآلاف من الجنود الفرنسيين. في 1813، هزم أرثر ويلسيلي دوق ولنغتون القوات الفرنسية أخيرا في إسبانيا في معركة فيتوريا وأجبرهم على التراجع إلى فرنسا. في حركة استراتيجة، خطط ولنغتون نقل قاعدة إمداده من لشبونة إلى سانتاندير. زحفت القوات الإنجليزية-البرتغالية شمالا في آخر مايو وحاصرت برغش، ثم قاموا بتطويق الجيش الفرنسي مجبرين جوزيف بونابرت إلى وادي نهر زادورا. في معركة فيتوريا في 21 يونيو، قطع 53,000 من الجيش البريطاني و27,000 من الجيش البرتغالي و19,00 من الجيش الإسباني الطريق على 65,000 من الجيش الفرنسي. استمر ولنغتون في طرد الفرنسيين من سان سباستيان والتي نُهبت وأُحرقت.
طارد الحلفاء الفرنسيين المتراجعين ليصلوا إلى بيرينيه في أوائل يوليو. أُعطي المشير سولت مهمة قيادة القوات الفرنسية وبدأ الهجوم المضاد حيث كبد قوات الحلفاء هزيمتين قاسيتين في معركة مايا ومعركة رونسيسفال. إلا أنه أُجبر ثانية على الدفاع بواسطة القوات البريطانية وحلفائهم البرتغاليين، ليخسر اندفاعه ويهرب أخيرا بعد انتصار الحلفاء في معركة سورورين (28 و30 يوليو).
في 7 أكتوبر بعد أن تلقى ولنغتون أخبار إعادة بدء القتال في ألمانيا، عبرت قوات التحالف أخيرا الحدود الفرنسية ويجتازوا نهر بيداسوا. في 11 ديسمبر، وافق نابليون المحاصر واليائس على معاهدة سلام منفصلة مع إسبانيا تحت اسم معاهدة فالنسيا والتي بموجبها سيطلق سراح فيرناندو السابع ويعترف به كملك لإسبانيا في مقابل إيقاف القتال تماما. إلا أن الإسبانيين لم تكن لديهم النية في الوثوق بنابليون واستمر القتال داخل فرنسا.

## الحرب في فرنسا

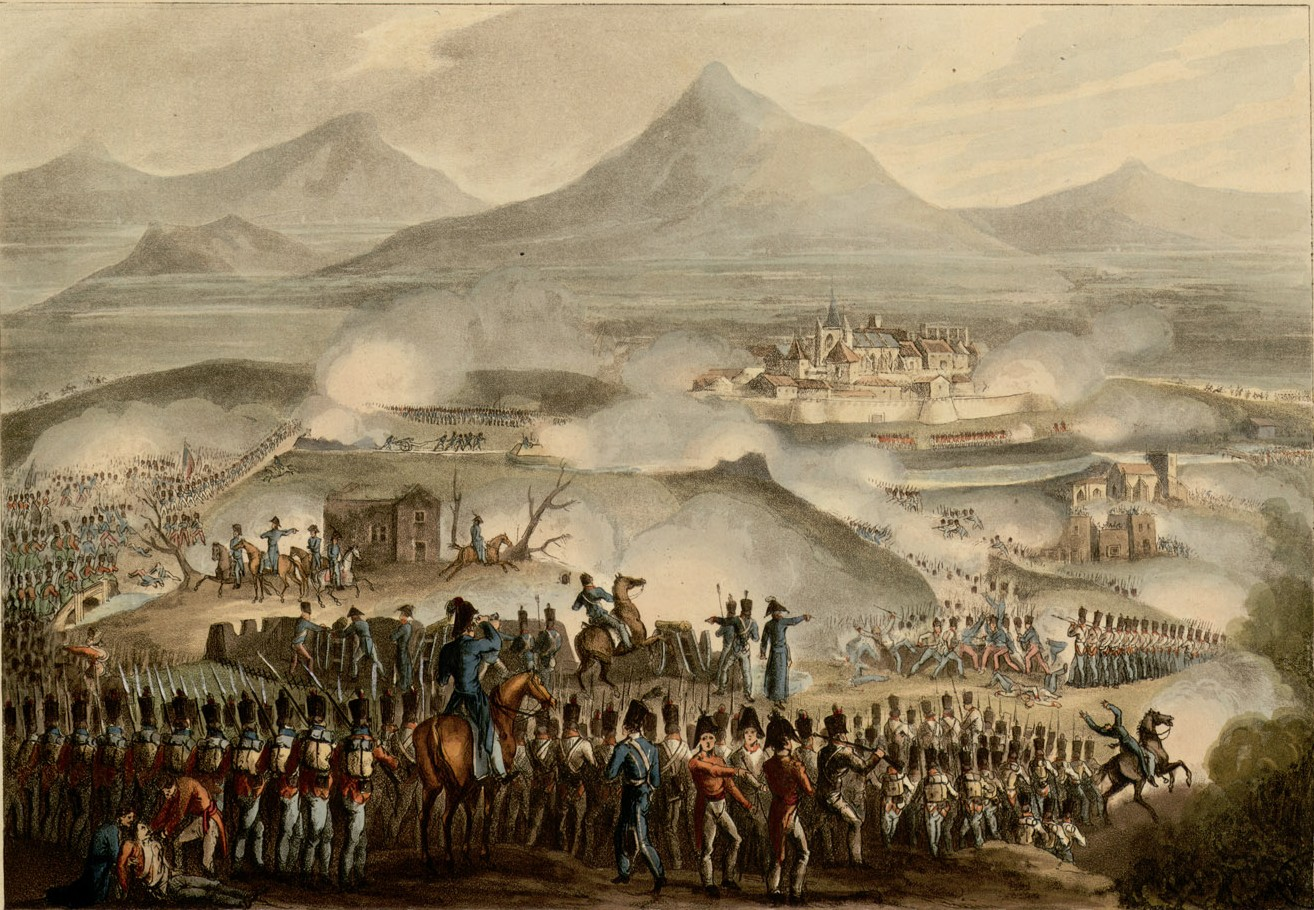
معركة تولوز 10 أبريل 1814.

أثناء آخر شهور 1813 ومع بداية 1814، قاد ولنغتون جيش حرب الاستقلال الإسبانية إلى جنوب غرب فرنسا وحارب في بعض المعارك ضد المارشال سولت وسوشيه. انتصر جيش حرب الاستقلال الإسبانية في ممر فيرا ومعركة نيفيل ومعركة نيف قرب بايون (10-14 ديسمبر 1813) ومعركة أوتيز (27 فبراير 1814) ومعركة تولوز (10 أبريل).
بعد الانسحاب من ألمانيا قاتل نابليون في سلسلة من المعارك مثل معركة أرسي-سور-أوب في فرنسا، إلا أنه أُجبر على التراجع في مقابل الاحتمالات الضئيلة للانتصار. أثناء الحملة أصدر مرسوما لحوالي 900,000 مجند جديد إلا أنه لم يتم تحقيق سوى عدد ضئيل منهم. في أول فبراير حارب نابليون في حملة الأيام الستة والتي فاز فيها في عدة معارك ضد جيوش تفوقه عددا والتي تزحف نحو باريس. إلا أنه لم يتبق معه سوى 80,000 جندي أثناء كامل الحملة ضد جيش التحالف الذي يتراوح بين 370,000 و405,000 جندي. في معاهدة شومونت (9 مارس) وافق الحلفاء على إبقاء التحالف حتى الهزيمة الكاملة لنابليون. دخل الحلفاء باريس في 30 مارس 1814 بعد معركة قصيرة.

## الاستسلام والسلام
كان نابليون عازما على مواصلة القتال ضد القوات الزاحفة على باريس، كما كان جنوده وفيالقه عازمين على الحرب. إلا أن مارشالات نابليون والضباط الكبار تمردوا عليه. في 4 أبريل قام المارشالات والضباط الكبار لمواجهة نابليون بقيادة ميشال نيي، وأخبروا الإمبراطور أنهم يرفضوا القتال. أكد نابليون على أن الجيش سيتبعه. أجاب نيي: «الجيش سيتبع قادته».
استسلم نابليون في 11 أبريل 1814 وانتهت الحرب رسميا على الرغم من استمرار بعض أعمال القتال حتى مايو. تم توقيع معاهدة فونتانبلو في 11 أبريل 1814 بين القوى القارية ونابليون، وتبعتها معاهدة باريس في 30 مايو 1814 بين فرنسا والقوى العظمى بما في ذلك بريطانيا. نفى المنتصرون نابليون إلى جزيرة إلبا واستعادوا ملكية بوربون في شخص لويس الثامن عشر. حضر قادة التحالف احتفالات السلام في إنجلترا في يونيو قبل الانطلاق نحو مؤتمر فيينا (بين سبتمبر 1814 ويونيو 1815) والذي عُقد لإعادة رسم خريطة أوروبا.

## وصلات خارجية
- نابليون جيوشه وتكتيكه
- مجموعة من الكتب الإلكترونية عن حرب التحالف السادس (باللغة الألمانية)